# Sulfure d'or(III)
Le sulfure d'or(III), ou trisulfure d'or, est un composé chimique de formule Au2S3. C'est l'un des deux sulfures d'or connus, l'autre étant le sulfure d'or(I) Au2S. Il se présente sous la forme d'un solide noir vraisemblablement amorphe, sa structure n'étant pas encore connue. Il est soluble dans l'acide nitrique HNO3, les solutions de cyanure de sodium NaCN et les solutions concentrées de sulfure de sodium Na2S, mais ne réagit pas avec les autres acides minéraux tels que l'acide chlorhydrique HCl et l'acide sulfurique H2SO4.
Il peut être obtenu par réaction de sulfure d'hydrogène H2S sur le chlorure d'or(III) Au2Cl6 ou l'acide chloraurique HAuCl4 ; le chlorure d'or(III) est dissous dans l'éther diéthylique C2H5OCH2H5 :
Au2Cl6 + 3 H2S → Au2S3 + 6 HCl.
Le sulfure d'or(III) est également formé par réaction d'acétate d'or(III) Au(OOCCH3)3 avec le soufre dans la décaline.